# Edward Armitage
Edward Armitage ( 1822 - 1906 ) fue un religioso, y botánico inglés, que desarrolló su actividad científica en Argelia, especializándose en leguminosas. También exploró Sudáfrica.

## Algunas publicaciones

### Libros
- 1878. Notes of botanical observations. 6 vols. en 2 cajas.[3]

- 1868. Observations on the Botany of Natal. En: Chapman (J.) Travels in the interior of South Africa, Vol. II, Appendix

## Honores

### Epónimos
- (Gesneriaceae) Streptocarpus armitagei Baker f. & S.Moore[5]

- (Leguminosae) Leguminosae Ebenus armitagei Schweinf. & Taub. ex Schweinf. & Asch.[6]

- (Leguminosae) Lathyrus armitageanus  Westcott ex Loud.[7]

- (Leguminosae) Tephrosia armitageana Chiov.[8]
- La abreviatura «Arm.» se emplea para indicar a Edward Armitage como autoridad en la descripción y clasificación científica de los vegetales.[9]